# 小陰唇

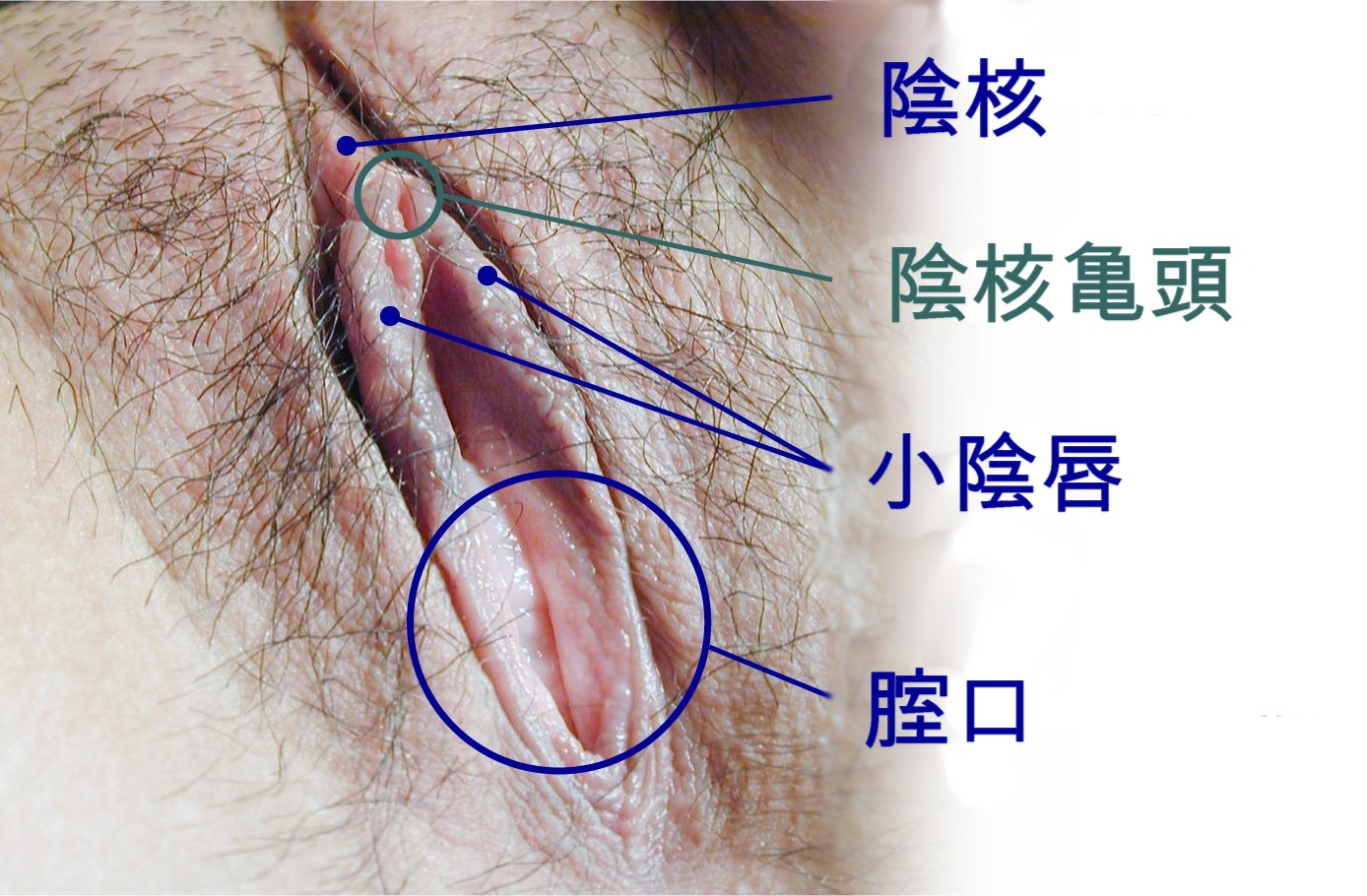
小陰唇（labia minora）

小陰唇（英語：Labia Minora）是女性外生殖器官的一部分，也是外陰的屏障性結構之一。位於大陰唇內側、陰道口外側，為一對縱向皮膚皱襞。
小陰唇富于弹性，无阴毛。其內有丰富的神经末梢，因而敏感性較高。性兴奋时，可充血膨脹，體積增大到平時的二至三倍。
小陰唇的大小和型態皆因人而異，一些女性的小陰唇會被包在大陰唇中，一些則會外露。

## 結構
小阴唇位于大阴唇的内侧，构成阴道前庭的兩側壁。小阴唇上端的外侧皺襞與陰蒂头聯合，組成陰蒂包皮；内侧皱壁則與陰蒂頭下方联合，形成陰蒂繫帶。陰蒂即位於包皮與繫帶之間。小阴唇的下端在阴道口底左右相连，形成阴唇系带。
小阴唇由平滑肌和內部結締組織构成，不含脂肪组织。小阴唇粘膜下，含有丰富的神经末梢。
小陰唇在色素沉著、光滑度、厚度、形狀、長度以及對稱性等方面皆因人而異。

## 功能
小阴唇作為一個屏障性結構，可以起到保護尿道口和陰道口的作用。